# CR137 (Luxemburg)
De CR137 (Chemin Repris 137) is een verkeersroute in Luxemburg tussen Grevenmacher (N1) en Berdorf (CR364). De route heeft een lengte van ongeveer 22,5 kilometer.

## Routeverloop
De route begint in Grevenmacher aan de N1. De route gaat noordwaarts richting Münschecker waarbij de route gemiddeld 7% stijgt. Na Münschecker daalt de route met gemiddeld 7% om in Manternach het riviertje de Syre en de spoorlijn Luxemburg - Wasserbillig over te kunnen steken. In Manternach deelt de CR137 de route voor een deel met de CR139, en samen voor een kleiner deel met de CR134. Na Manternach gaat de route over een stijgende met bomen omgeven weg richting Berbourg. Tussen Berbourg en Bech bestaat de omgeving uit weilanden en is de weg vals plat. In Bech maakt de route voor deen deel gebruik van de CR132. Na Bech gaat de route globaal verder richting het noorden via Consdorf naar Berdorf waarbij het licht heuvelig is tussen de weilanden door.
Tot 1995 ging de CR137 dwars door Consdorf heen. Sinds 1995 is de weg hernummerd en gaat de CR137 aan de oostkant van Consdorf langs.

## Plaatsen langs de CR137
- Grevenmacher
- Münschecker
- Manternach
- Berbourg
- Bech
- Consdorf
- Berdorf

## CR137a
De CR137a is een aftakkingsweg van de CR137 bij Kalkesbach. De route van ongeveer 800 meter verbindt de plaats Kalkesbach met de CR137.

## CR137d
De CR137d is een verbindingsweg in Berbourg. De ongeveer 350 meter lange route verbindt de CR137 met de CR135.
CR101 ·
CR102 ·
CR103 ·
CR104 ·
CR105 ·
CR106 ·
CR107 ·
CR108 ·
CR109 ·
CR110 ·
CR111 ·
CR112 ·
CR113 ·
CR114 ·
CR115 ·
CR116 ·
CR117 ·
CR118 ·
CR119 ·
CR120 ·
CR121 ·
CR122 ·
CR123 ·
CR124 ·
CR125 ·
CR126 ·
CR127 ·
CR128 ·
CR129 ·
CR130 ·
CR131 ·
CR132 ·
CR133 ·
CR134 ·
CR135 ·
CR136 ·
CR137 ·
CR138 ·
CR139 ·
CR140 ·
CR141 ·
CR142 ·
CR143 ·
CR144 ·
CR145 ·
CR146 ·
CR147 ·
CR148 ·
CR149 ·
CR150 ·
CR151 ·
CR152 ·
CR153 ·
CR154 ·
CR155 ·
CR156 ·
CR157 ·
CR158 ·
CR159 ·
CR160 ·
CR161 ·
CR162 ·
CR163 ·
CR164 ·
CR165 ·
CR166 ·
CR167 ·
CR168 ·
CR169 ·
CR170 ·
CR171 ·
CR172 ·
CR173 ·
CR174 ·
CR175 ·
CR176 ·
CR177 ·
CR178 ·
CR179 ·
CR180 ·
CR181 ·
CR182 ·
CR183 ·
CR184 ·
CR185 ·
CR186 ·
CR187 ·
CR188 ·
CR189 ·
CR190
CR200 ·
CR201 ·
CR202 ·
CR203 ·
CR204 ·
CR205 ·
CR206 ·
CR207 ·
CR208 ·
CR210 ·
CR211 ·
CR212 ·
CR213 ·
CR215 ·
CR216 ·
CR217 ·
CR218 ·
CR219 ·
CR220 ·
CR221 ·
CR222 ·
CR223 ·
CR224 ·
CR225 ·
CR226 ·
CR227 ·
CR228 ·
CR229 ·
CR230 ·
CR231 ·
CR232 ·
CR233 ·
CR234
CR301 ·
CR302 ·
CR303 ·
CR304 ·
CR305 ·
CR306 ·
CR307 ·
CR308 ·
CR309 ·
CR310 ·
CR311 ·
CR312 ·
CR313 ·
CR314 ·
CR315 ·
CR316 ·
CR317 ·
CR318 ·
CR319 ·
CR320 ·
CR321 ·
CR322 ·
CR323 ·
CR324 ·
CR325 ·
CR326 ·
CR327 ·
CR328 ·
CR329 ·
CR330 ·
CR331 ·
CR332 ·
CR333 ·
CR334 ·
CR335 ·
CR336 ·
CR337 ·
CR338 ·
CR339 ·
CR340 ·
CR341 ·
CR342 ·
CR343 ·
CR344 ·
CR345 ·
CR346 ·
CR347 ·
CR348 ·
CR349 ·
CR350 ·
CR351 ·
CR352 ·
CR353 ·
CR354 ·
CR355 ·
CR356 ·
CR357 ·
CR358 ·
CR359 ·
CR360 ·
CR361 ·
CR362 ·
CR364 ·
CR365 ·
CR366 ·
CR367 ·
CR368 ·
CR369 ·
CR370 ·
CR371 ·
CR372 ·
CR373 ·
CR374 ·
CR375 ·
CR376 ·
CR377 ·
CR378 ·
CR379
Routes die cursief vermeld staan, zijn voormalige routes.